# 交野ヶ原
交野ヶ原（かたのがはら）は、大阪府枚方市から交野市にかけて広がる丘陵地の慣習的呼び名。
枚方市の公式ページでは「交野ケ原」、交野市の公式ページでは「交野が原」が用いられている。本ページは両市の表記いずれでもない、「交野ヶ原」を用いる。

## 定義
京都学園大学の学生による卒業研究では、枚方市と交野市を合わせた、交野台地と枚方台地の一部を含めた地域と定義した。この地域は複数の国境地帯にあり、交通の要所とされてきた。一方で、標高20 - 30メートルの平坦地であり、地質は砂礫が多く、そのため水不足であったため原野が広がっていた。ただ、台地の中心に天野川・穂谷川・船橋川が淀川に向けて南東から流れているものの、これらの川は度々氾濫し洪水被害も起きていた｡ 広大な原野で大きな川が流れていたこともあり、多くの野鳥が集っており、貴族の遊猟地として栄えたとされている。

## 桓武天皇との関係
桓武天皇が日本で初めて、天神を祀った郊祀の場所として選んだのが、交野柏原である。郊祀を行った場所は現在では明確になっていない。